# Setge de Malta (1940)
El setge de Malta va ser una campanya militar integrada en la batalla de la Mediterrània que es va disputar durant la II Guerra Mundial. Des del juny de 1940 fins al novembre de 1942, la lluita pel control de l'illa, que era una colònia britànica i tenia una gran importància estratègica per la seva situació geogràfica, va enfrontar les forces aèries i navals de la Itàlia feixista i l'Alemanya nazi amb la Royal Air Force (RAF) i la Royal Navy britàniques.
L'inici de la campanya del nord d'Àfrica, el juny de 1940, va augmentar el ja considerable valor de Malta perquè les forces aèries i marítimes britàniques amb base a l'illa podien atacar els vaixells de l'Eix que hi transportaven subministraments i reforços vitals des d'Europa. Per aquest motiu, el primer ministre britànic, Winston Churchill, va anomenar l'illa un "portaavions insumergible" i el general alemany Erwin Rommel, comandant de camp de facto del Panzerarmee Afrika al nord d'Àfrica, va advertir el maig de 1941 que "sense Malta, l'Eix acabarà perdent el control del nord d'Àfrica".
L'Eix va decidir bombardejar o assetjar Malta per sotmetre-la i per debilitar-la davant d'una eventual invasió. Per aquest motiu, van iniciar una campanya sistemàtica d'atacs contra els ports, pobles i ciutats de l'illa, així com contra els vaixells aliats que la proveïen, fent de Malta una de les zones més bombardejades durant la guerra. En aquest sentit, la Luftwaffe alemanya i la Regia Aeronautica italiana van fer un total de 3.000 bombardejos durant els dos anys del setge i van llançar 6.700 tones de bombes només a la zona del Gran Port maltès en els 154 dies seguits que l'illa va ser bombardejada de dia i de nit a partir de mitjans de gener de 1942. El pla de l'Eix consistia en fer una invasió amfíbia amb tropes alemanyes i italianes (Operació Herkules) amb el suport de les forces aerotransportades alemanyes (Fallschirmjäger); però la resistència de l'illa ho va impedir.
Els combois aliats van poder proveir i reforçar Malta, mentre que la RAF defensava el seu espai aeri, tot i que a canvi d'un gran cost humà i militar. El novembre de 1942, l'Eix va perdre la Segona Batalla d'El Alamein i els Aliats van desembarcar forces al Protectorat francès del Marroc i a Algèria en el si de l'operació Torch. A conseqüència, l'Eix va desviar les seves forces cap a la Batalla de Tunísia, fet que va suposar la reducció dels atacs contra Malta i la fi efectiva del setge.
El desembre de 1942, les forces aèries i marítimes que operaven des de Malta van passar a l'ofensiva i, al maig de 1943, ja havien enfonsat 230 vaixells de l'Eix en 164 dies, la taxa d'enfonsament aliada més alta de la guerra. La victòria aliada a Malta va tenir un paper important en l'èxit final dels aliats al nord d'Àfrica.

## Rerefons
Donada la situació de Malta, era una illa clau tant pels Aliats com per l'Eix; doncs l'illa es troba just al mig de la Mediterrània, a prop d'Àfrica, Itàlia i Turquia. Des de 1814, després de 2 anys d'ocupació napoleònica, va passar a formar part de l'imperi Britànic, i aquesta posició estratègica ja va ser llavors advertida per l'ocupació britànica. Va ser en aquest moment en què assolí la seva importància com a fortalesa militar i naval, car era l'única base entre Gibraltar i Alexandria.
Malgrat la seva posició, els britànics van traslladar els seus quarters generals de la Flota de la Mediterrània des de Valletta a Alexandria. Aquesta decisió es prengué doncs donada la posició estratègica de l'illa, lluny de Gran Bretanya i a prop d'Itàlia, no pogués ser defensada. A l'illa només restaren 4.000 soldats i alguns biplans obsolets, amb provisions de menjar per 5 setmanes. No obstant això, l'illa era una amenaça estratègica per Itàlia i les potències de l'Eix, car els seus esquadrons antinavals i els submarins de la Marina Reial representaven una amenaça potencial pels subministraments i comunicacions entre Europa, Itàlia i el nord d'Àfrica.

## Primera fase
Itàlia va declarar la guerra a Gran Bretanya el 10 de juny de 1940. L'endemà a les 7 del matí, 10 bombarders Cant escortats per caces van bombardejar La Valetta i el Gran Port en el primer dels vuit bombardejos que l'illa va patir aquell dia. Un gran nombre de tropes terrestres de l'Eix es preparaven per a la invasió de Grècia, per la qual cosa Itàlia va iniciar els bombardeigs aeris per evitar que Malta es convertís en una amenaça.
En aquells moments, la força de caces de Malta consistia en uns quants biplans Gloster Sea Gladiator obsolets. Una llegenda comuna és que la defensa aèria consistia només en 3 d'aquests avions, que reberen els noms de "Fe", "Esperança" i "Caritat"; però, almenys, n'hi havia mitja dotzena. Inicialment eren incapaços de lluitar des de l'aeroport de Luga fins que no estigués acabat, i operaven des de Hal Far. Inicialment, els italians volaven a uns 5.500 metres, i després baixaven fins a 3.000 per acurar l'atac. El major britànic R.I.K. comentà posteriorment que un cop feien la picada, n'empaquetavem un o dos cada dia, i van començar a arribar a 6.000 metres. Els seus bombardeigs mai no van ser gaire acurats. A mesura que volaven més alt van tornar-se més indiscriminats. La periodista Mabel Strickland digué que als italians no els agradaven ni els Gladiators ni els canons antiaeris, i deixaven anar les seves bombes a 30 km de Malta i se'n tornaven.
Quan el govern britànic s'adonà de l'efectivitat de la defensa virtualment sense recursos van capgirar la seva política anterior i decidiren que Malta havia de ser defensada i reforçada. Aquesta política ja es mantingué per tota la resta de la guerra. Des de llavors i fins al final del setge, els combois de Malta amb escolta naval portaren subministraments a l'illa. Ambdós costats s'adonaren de la importància estratègica de l'illa, i grans forces es veieren involucrades en una lluita desesperada amb pèrdues considerables.
A inicis de juliol, els Gladiators van ser reforçats per Hawker Hurricanes i la defensa va quedar organitzada al 261è esquadró de la RAF. Dotze foren lliurats pel HMS Argus a l'agost, la primera de diverses sèries que el portaavions descarregà a l'illa. Durant es 5 primers mesos de combat, els caces de l'illa van reclamar 37 victòries sobre els pilots italians; amb el pilot italià Francisco Cavalera afirmant que Malta va ser un gran problema per nosaltres, estaven molt ben defensats. Els caiguts a l'illa llavors ja ascendien a 330 morts i 297 greument ferits.
El gener de 1941, el Fliegerkorps X alemany aterrà a Sicília, mentre que l'Afrika Korps desembarcava a Líbia. La presència de la Luftwaffe portà un increment notable en el bombardeig de Malta. L'aparició al febrer d'un staffel de caces Bf-109E (7 Staffel Jagdgeschwader 26), comandada per l'as Joachim Müncheberg (23 victòries) portà un increment de Hurricanes abatuts, mentre que els experimentats pilots de la Luftwaffe feien notar la seva presència. Durant els següents 4 mesos, el 7.JG 26 reclamaria haver aconseguit 42 victòries aèries (la meitat aconseguides per en Müncheberg) sense patir cap pèrdua.
El gener de 1941, el portaavions HMS Illustrious arribà al Gran Port i va ser atacat per Stukas, sent seriosament danyat amb 126 tripulants morts i 91 de ferits.
A mitjans de 1941 es formaren nous esquadrons (Nº.185 i Nº.126), i els defensors reberen el primer Hurricane Mk II armat amb canons. El transports navals portaren 81 caces més entre abril i maig. Durant aquests mesos també arribaren les primeres unitats de Bristol Blenheim i de Bristol Beaufighter. L'1 de juny, el Vicemariscal de l'Aire Foster Maynard, Oficial Comandant de l'Aire a Malta, va ser reemplaçat per Comodor de l'Aire Hugh Pughe Lloyd.
Els atacs de les forces de l'Eix van disminuir aquell any, donat que els limitats recursos alemanys van ser dirigits per lluitar contra l'Exèrcit Roig al Front Oriental i les operacions de bombardeig van retornar a la Regia Aeronautica. Però al desembre de 1941, els alemanys tornaren a fixar-se en Malta i renovaren intensament els bombardeigs. El combustible, el menjar i les municions havien de ser importades, i portar subministraments cada cop era més difícil i consumia més recursos: l'illa pràcticament estava aïllada. Es perderen 31 vaixells aliats pels bombardeigs. Els defensors afirmaven haver abatut 191 avions enemics entre juny de 1940 i desembre de 1941, amb unes pèrdues de 94 caces.
Al febrer de 1942, el Cap d'Esquadró Stan Turner arribà per dirigir el 249 Esquadró. La seva experiència volant amb Douglas Bader sobre Europa aviat significà l'adopció de la formació 'quatre dits' per tal d'abaixar les pèrdues de la RAF. No obstant això, els vells Hurricanes encara patien lluitant contra els darrers models del Bf 109-F del Jagdgeschwader 53 i el Macchi C.202 italians. Al març aterraren a Malta els primers Sptifires que lluitarien a ultramar (15 Spitfires Mk V provinents del HMS Eagle). L'arribada de reforços mitjançant portaavions va ser més freqüent durant el 1942. el 7 de març de 1941 arribaren nous Sptifires provinents del HMS Eagle. Els esquadrons de Spitfires Nº.601 i 603 arribaren el 20 d'abril, i el portaavions americà Wasp i l'HMS "Eagle" en portaren 59 més.
A mitjans de 1942 les forces aèries de l'Eix atacaren l'illa amb totes les forces disponibles, unes 520 naus de la Luftwaffe i 300 de la Reggia Aeronautica. Els principals adversaris pels defensors maltesos eren els 140 Me 109-F del Jagdgeschwader 53 'Pik As' i del II/JG 3 'Udet' i els 80 Macchi C.202 del Stormo 4t i 51è. Les unitats de bombarders incloïen Junkers Ju 88s of II./LG 1, II & III./KG 77, I./KG 54, Kgr.606 & Kgr. 806.
Durant tot aquest període de la guerra, els submarins de la Marina Reial, els bombarders de la RAF i els torpediners de l'Arma Aèria de la Marina continuaren els seus atacs contra els vaixells de l'Eix, retallant severament els vitals subministraments i reforços per les forces alemanyes i italianes al Nord d'Àfrica, limitant la capacitat de Rommel per avançar pel desert occidental cap a Alexandria i El Caire.
En aquests moments semblava que l'illa seria neutralitzada, i l'Eix decidí que no calia prosseguir amb aquella intensa campanya de bombardeig, dividint els recursos cap a altres teatres.

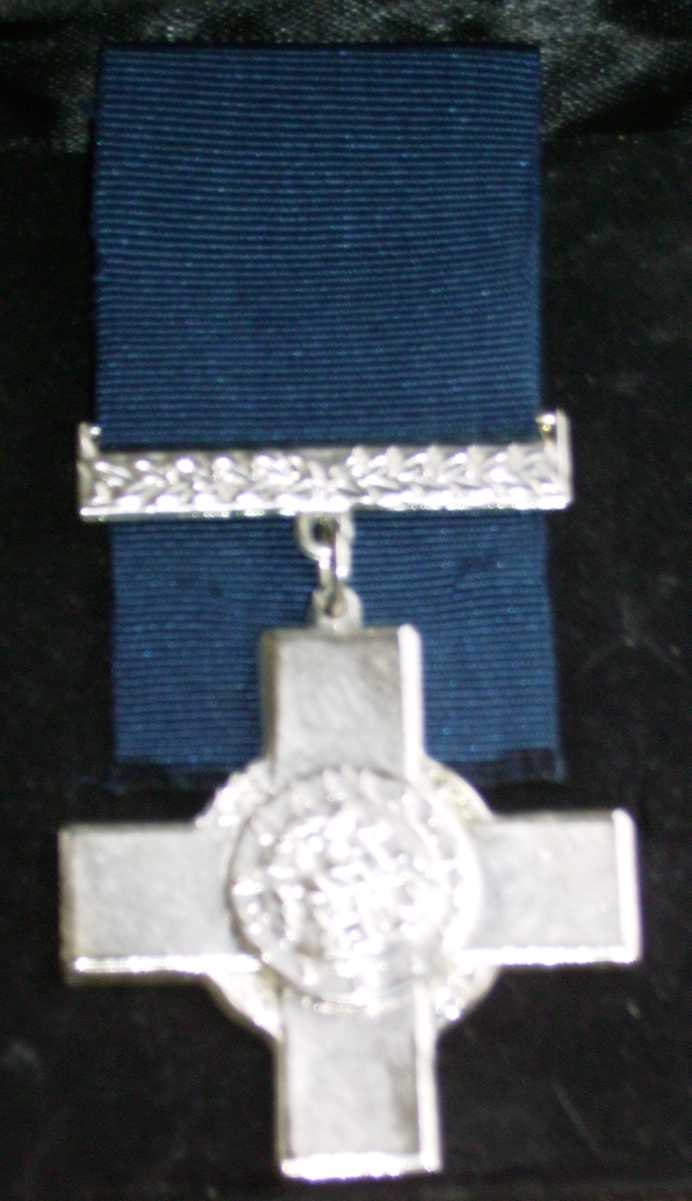
La Creu de Jordi

El 15 d'abril de 1942 el rei Jordi VI condecorà a l'illa de Malta amb la Creu de Jordi, la màxima condecoració civil per valentia de la Commonwealth, normalment atorgada a particulars: per honorar al seu valent poble, concedeixo la Creu de Jordi a l'Illa Fortalesa de Malta, per rendir tribut a un heroisme i devoció que serà famós a la història. El President Franklin Roosevelt digué que Mata era una feble llum a les tenebres. Alguns historiadors, això no obstant, han argumentat que de fet va ser una acció de propaganda per justificar les greus pèrdues i prevenir que Malta capitulés com Singapur havia fet a la batalla de Singapur.
Durant els primers 6 mesos de 1942, només hi hagué un interval de 24 hores sense atacs aeris. Els informes de la Luftwaffe indiquen que entre el 20 de març i el 28 d'abril de 1942, Malta va patir 11.819 sortides i suportà 6.557 tones de bombes.

## Segona fase
La Gran Bretanya prengué avantatge en els atacs de l'Eix al fer entrar en escena 61 Spitfire Mk V, provinents del HMS Furious, que milloraren immediatament la situació de defensa aèria, tot i que les reserves de menjar, munició i combustible d'aviació eren críticament escasses. L'Operació Pedestal va ser el major intent d'aprovisionar l'illa amb un comboi de 14 mercants escortats per 44 grans vaixells de guerra, incloent cuirassats i portaavions, així com atacs navals de diversió de la Flota de la Mediterrània a l'altra banda del mar. El comboi resultà atacat els primers dies d'agost. El 13 els mercants supervivents començaren a arribar a Malta, completant-se el 15 d'agost de 1942, Festivitat de Santa Marija (la Mare de Déu d'Agost), dia festiu a Malta, amb el petroler SS Ohio, que havia rebut impactes de torpedes, bombes i un bombarder que s'hi estavellà, però sobrevisqué amb el seu vital combustible d'aviació. El cost: van sobreviure 5 transports de 14; 1 portaavions, 2 creuers i 1 destructor van ser enfonsats, i 1 portaavions i 2 creuers van resultar greument danyats.
La Luftwaffe respongué amb una renovada onada d'atacs a l'octubre, però els esforços aliats a l'Orient Mitjà començaven a tenir el seu efecte, i els subministraments anaven arribant a Malta. Mentre que les forces de l'Eix eren progressivament derrotades al nord d'Àfrica, el setge sobre Malta s'alleujava.
La infraestructura de la Força Aèria construïda a l'illa el 1942 varià per un ús ofensiu, i 12 esquadrons de Spitfires van instal·lar-se per començar les operacions per cobrir la invasió amfíbia de Sicília.